# MTS単位系
MTS単位系（MTSたんいけい）は、メートル、トン、秒を基本単位とする、一貫性のある単位系である。
MTS単位系はMKS単位系やCGS単位系と同じ原則によって構築された。CGS単位系は実験室内での使用にしか適しないとして、工業的な用途のためにより大きな単位であるメートルとトンを基本単位として採用した。
フランスにおいて構築され、1919年から1961年まで法的に有効な単位系だった。フランスで構築された単位系のため、フランス語による単位名称(sthene,pieze)が含まれている。ソビエト連邦では1933年に導入されたが、1955年に廃止された。

## 単位
MTS単位系は、以下の3つの単位を基本単位とする。
| 物理量 | 単位     | 仏語    | 記号 | SI     |
| ------ | -------- | ------- | ---- | ------ |
| 長さ   | メートル | mètre   | m    | 1 m    |
| 質量   | トン     | tonne   | t    | 103 kg |
| 時間   | 秒       | seconde | s    | 1 s    |

以下のような組立単位がある。
| 物理量     | 単位                   | 仏語                    | 記号   | 組立    | SI     |
| ---------- | ---------------------- | ----------------------- | ------ | ------- | ------ |
| 体積       | ステール               | stere                   | st     | m3      | 1 m3   |
| 力         | ステーヌ               | sthène                  | sn     | t·m/s2  | 103 N  |
| エネルギー | ステーヌ・メートル     | sthène-metre            | sn·m   | t·m2/s2 | 103 J  |
| 仕事率     | ステーヌ・メートル毎秒 | sthène-metre per second | sn·m/s | t·m2/s3 | 103 W  |
| 圧力       | ピエーズ               | pièze                   | pz     | t/m·s2  | 103 Pa |